# 第56届柏林国际电影节
第56屆柏林影展（德語：56. Internationalen Filmfestspiele Berlin）于德國时间2006年2月9日到2月19日举行。开幕片为馬可·伊凡斯导演的《雪季過客》，評審團主席則由英国女演员夏綠蒂·蘭普琳擔任。

## 評審團
- 夏綠蒂·蘭普琳：演員。（評審團主席）
- 馬修·巴尼（英语：Matthew Barney）：電影、錄像、雕塑、攝影藝術家。
- 雅什·曹帕拉：導演。
- 瑪琳·格里斯（荷兰语：Netherlands）：導演。
- 亞努斯·卡明斯基：攝影師、導演。
- 李英愛：演員。
- 亞敏·穆勒-史托爾：演員、畫家。
- 弗萊德·盧斯（英语：Fred Roos）：製片。

## 官方單元

### 正式競賽
| 片名                   | 原文片名                 | 導演                        | 製作國               |
| ---------------------- | ------------------------ | --------------------------- | -------------------- |
| 《雪季過客》（開幕片） | Snow Cake                | 馬可·伊凡斯                 | 英国、 加拿大        |
| 《大家來我家》         | A Prairie Home Companion | 勞勃·阿特曼                 | 美国                 |
| 《迷幻甜心》           | Candy                    | 尼爾·阿姆菲爾德             |                      |
| 《縱慾》               | Der freie Wille          | 馬修亞·甘斯勒               | 德国                 |
| 《影子保鏢》           | El Custodio              | 羅德里戈·莫雷諾             | 阿根廷、 法國、 德国 |
| 《基本粒子》           | Elementarteilchen        | 奧斯卡·羅勒                 | 德国                 |
| 《肥皂》               | En Soap                  | 佩妮萊·費雪·克里斯藤森      | 丹麦、 瑞典          |
| 《老大無罪》           | Find Me Guilty           | 薛尼·盧梅                   | 美国                 |
| 《旅行之歌》           | Grbavica                 | 潔絲米拉·茲巴尼奇           | 、 奥地利、 德国     |
| 《無形海浪》           | คำพิพากษาของมหาสมุทร       | 彭力·雲旦拿域安             | 泰國、 荷蘭          |
| 《伊莎貝拉》           | 《伊莎貝拉》             | 彭浩翔                      | 香港、 中国          |
| 《權力喜劇》           | L'Ivresse du pouvoir     | 克勞德·夏布洛               | 法國                 |
| 《花樣足球少女》       | آفساید                   | 賈法爾·帕納希               | 伊朗                 |
| 《靈界線》             | Requiem                  | 漢斯-克里斯汀·史密德        | 德国                 |
| 《犯罪小說》           | Romanzo criminale        | 米歇爾·普拉西多             | 義大利、 英国、 法國 |
| 《思念》               | Sehnsucht                | 瓦萊斯卡·格里巴赫           | 德国                 |
| 《公子愛玩人》         | Slumming                 | 米歇爾·格拉沃格             | 奥地利、 瑞士        |
| 《往關塔那摩之路》     | The Road to Guantanamo   | 麥克·溫特波頓 麥特·懷特洛斯 | 英国                 |
| 《冬天來了》           | زمستان است               | 拉菲·皮茲                   | 伊朗、 法國          |

## 得獎名單
- 金熊獎：《旅行之歌》 - 潔絲米拉·茲巴尼奇
- 評審團大獎銀熊獎：
  - 《肥皂》 - 佩妮萊·費雪·克里斯藤森（丹麥語：Pernille Fischer Christensen）
  - 《花樣足球少女》 - 賈法爾·帕納希
- 最佳導演銀熊獎：麥克·溫特波頓、麥特·懷特洛斯（法语：Mat Whitecross） - 《往關塔那摩之路（英语：The Road to Guantánamo）》
- 最佳女演員銀熊獎：桑德拉·惠勒 - 《靈界線（德语：Requiem (Film)）》
- 最佳男演員銀熊獎：莫里茲·布萊楚（德语：Moritz Bleibtreu） - 《基本粒子（德语：Elementarteilchen (Film)）》
- 傑出藝術貢獻銀熊獎：馬修亞·甘斯勒（德语：Matthias Glasner） - 《縱慾》
- 亞佛雷德鮑爾獎：《影子保鏢（英语：The Minder）》 - 羅德里戈·莫雷諾（英语：Rodrigo Moreno）
- 最佳音樂銀熊獎：金培達 - 《伊莎貝拉》
- 費比西國際影評人獎：《靈界線（德语：Requiem (Film)）》 - 漢斯-克里斯汀·史密德

## 外部連結
- 柏林国际电影节網頁-英語（页面存档备份，存于）